# Anhanguera (kommun)
Anhanguera är en kommun i Brasilien.   Den ligger i delstaten Goiás, i den sydöstra delen av landet, 280 km söder om huvudstaden Brasília. Antalet invånare är 1 017.
Följande samhällen finns i Anhanguera:
- Anhanguera

Omgivningarna runt Anhanguera är huvudsakligen savann. Runt Anhanguera är det mycket glesbefolkat, med 5 invånare per kvadratkilometer.